# Ella Pamfilovová
Ella Alexandrovna Pamfilovová (* 12. září 1953, Almalyk, Uzbecká sovětská socialistická republika, Sovětský svaz) je ruská politička, bývalá poslankyně Státní dumy, kandidátka na prezidentku v roce 2000 a bývalá předsedkyně (2004–2010) Rady prezidenta Ruské federace pro občanskou společnost a lidská práva. Dne 18. března 2014 se stala ruskou ombudsmankou pro lidská práva, kdy na tomto postu vystřídala Vladimira Lukina. Dne 28. března 2016 se stala předsedkyní Ústřední volební komise Ruska.

## Životopis
Pamfilovová svou kariéru započala v Ústředních opravárenských a strojírenských závodech v Moskvě jako inženýrka. Byla také první ženou v čele státem kontrolované společnosti „Belka“, na kterou dohlížela v letech 1984–1986. Poté se stala lidovou poslankyní SSSR a poslankyní Nejvyššího sovětu SSSR.
V letech 1991–1994 vedla za vlády prezidenta Borise Jelcina ministerstvo sociální péče. V letech 1994–1999 byla Pamfilovová třikrát zvolena poslankyní Státní dumy.
V roce 2000 se stala první ženou, která kandidovala na ruský prezidentský post. V boji o hlasy liberálů však čelila tvrdé konkurenci vůdce strany Jabloko Grigorije Javlinského a získala tak jen malý podíl hlasů.
Od roku 2004 je pod vládou Vladimira Putina ombudsmankou pro lidská práva.
Na zasedání Státní dumy 7. října 2009 navrhl poslanec za Jednotné Rusko Robert Šlegel, aby prezident odvolal Pamfilovovou z Úřadu ombudsmana pro lidská práva za to, že se zastávala práv Alexandra Podrabineka. Kontrolní orgán pod vedením Pamfilovové tehdy označil protesty proti Podrabinekovi za „štvavou kampaň … organizovanou nezodpovědnými dobrodruhy z Naši“ a uvedl, že tito aktivisté vykazují otevřené známky extremismu.